# セントー巡航戦車
巡航戦車 Mk.VIII セントー（A27L）（Tank, Cruiser, Mk VIII Centaur（A27L））は、キャバリエ巡航戦車に改良を施した、第二次世界大戦中のイギリスの巡航戦車である。
車体と砲塔はキャバリエ巡航戦車がそのまま用いられ、変速機やサスペンションが改良された。

## 概要
セントー巡航戦車はキャバリエ巡航戦車をベースに、問題のあった変速・サスペンション等に関する改良を施したクロムウェル巡航戦車の派生型である。エンジン以外はA27の仕様のままである。
エンジン以外に目立った変化はない。これはA27Mのエンジンが手に入った場合、エンジンさえ換装すればクロムウェル巡航戦車に改造出来ることを狙ったものである。セントー巡航戦車の試製車輌は1942年6月に完成し、同年11月には量産が開始された。セント一は戦場で通用する戦車ではなかったが最終的に1821両が生産され71両がフランスに52両がギリシャに給与された。
イギリス海兵隊装甲支援群は独自にQF 95mm榴弾砲装備の近接支援型 セントー Mk.IV CS を準備し、ノルマンディー上陸作戦で使用した。その砲塔には大きな白い数字と目盛りが書かれていた。これは上陸の際に、セントーが上陸用舟艇に乗せられたまま、上陸する歩兵を支援するために、対岸のドイツ軍陣地を砲撃するときに使われた。望遠鏡を持った観測員が着弾地点を確認し、戦車のクルーに発射角度の修正を指示する際、この砲塔の目盛りを使ったのである。
これらのセントーの残りは後にフランスに引き渡された。

## 型式・派生型
セントー Mk.I
オードナンス QF 6ポンド砲を装備した初期モデル。イギリス国内で訓練に使用された。
セントー Mk.II
履帯を拡幅し、車体機銃を削除した型。試作のみ。
セントー Mk.III
Mk.Iの主砲をオードナンス QF 75mm砲に換装したもの。
セントー Mk.IV （CS）
主砲をオードナンス QF 95mm榴弾砲に換装したCS（Close Support, 近接支援）型。イギリス海兵隊装甲支援群がノルマンディー上陸作戦で使用。セントーシリーズとして実戦投入されたのはMk.IV CS型と後述のセントー・ドーザー型のみである。
セントー AA Mk.I/MK.II
クルセーダー対空戦車Mk.II/Mk.IIIに似た砲塔を搭載するが、エリコン20mm機関砲ではなくポールステン 20mm機関砲を装備している。砲塔内は非常に狭いため無線機と無線手席は車体に移されている。クルセーダーAAはエンジンから砲塔の動力を得ていたがセントーAAは車体前方内部に補助エンジンを搭載し、その排気管がその横のフェンダーに取り付けられた。後継車としてMk.IIがあり、これは砲塔を若干拡大し、これによって砲手ー名が増員された。いずれも実戦では使用されていない。
セントー・ドーザー
砲塔を撤去し、油圧式のドーザーブレードを装着した戦闘工兵車。パーシー・ホバート少将の率いる第79機甲師団で運用された。

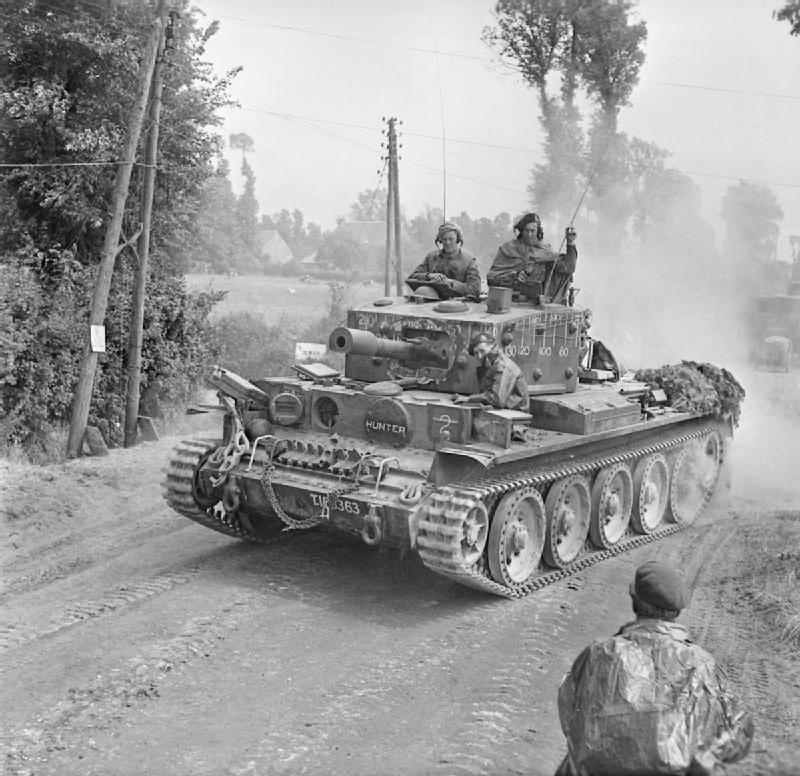
セントー Mk.IV CS, ノルマンディー、1944年6月。
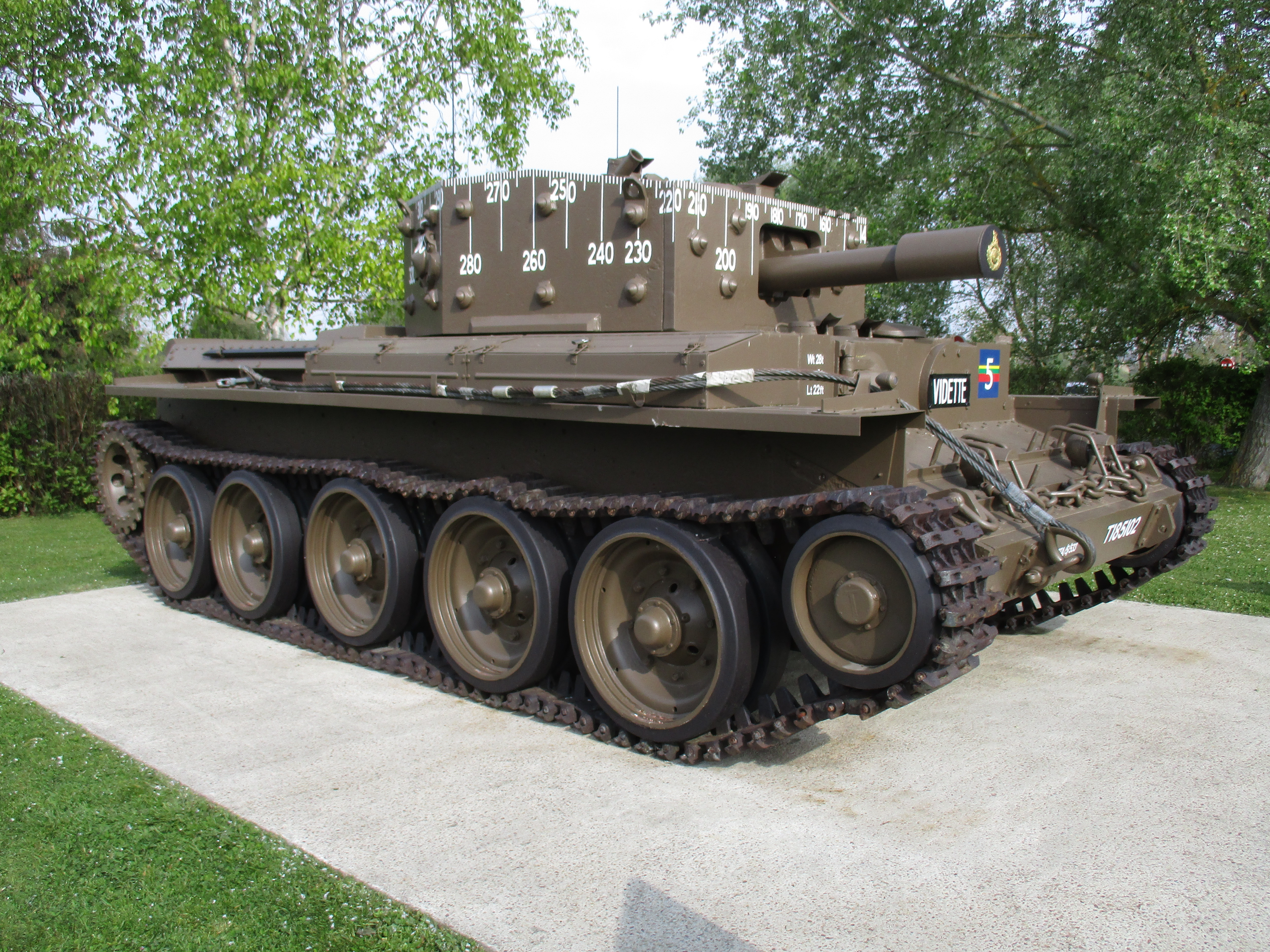
セントー Mk.IV CS
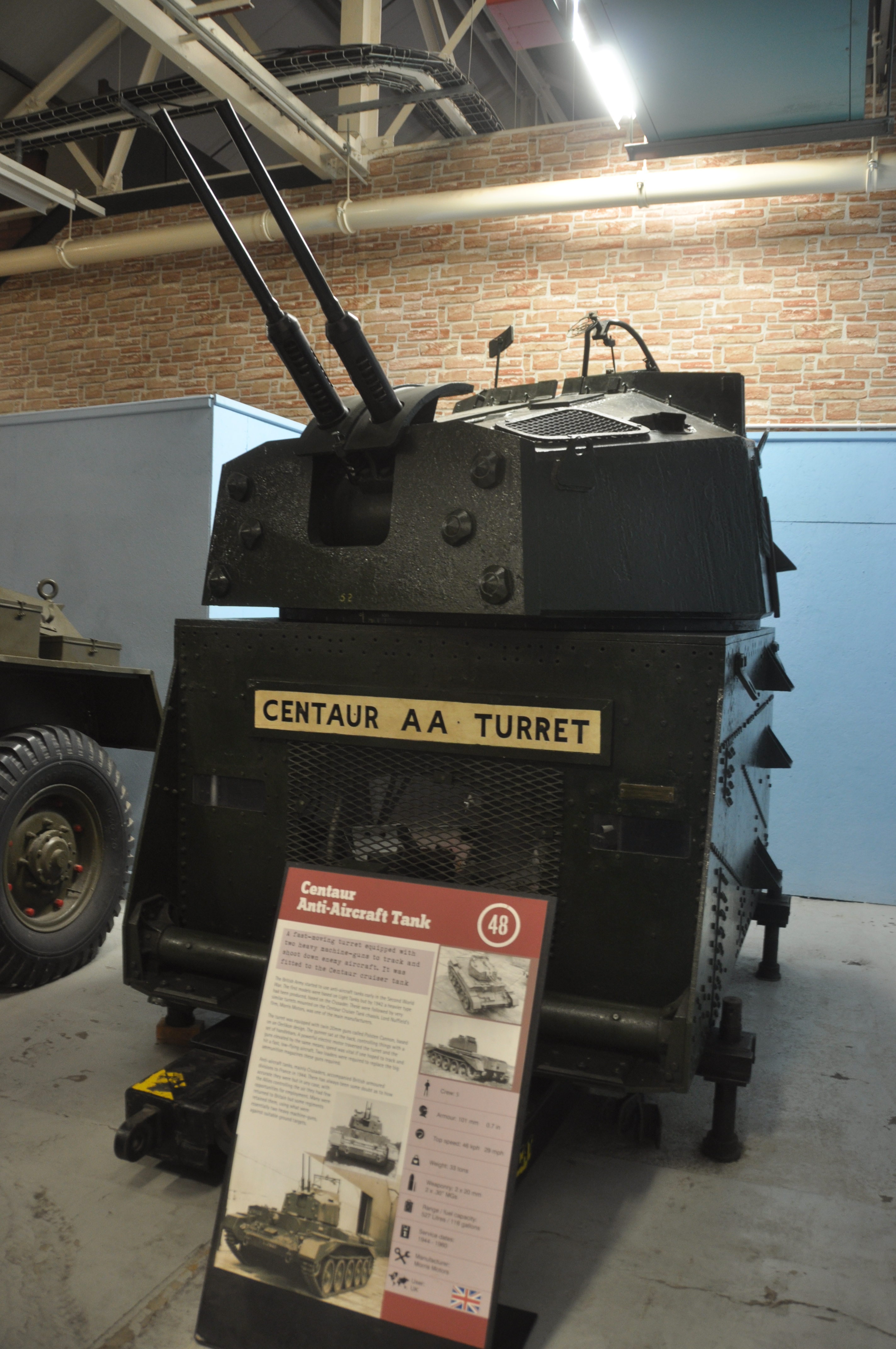
セントーAAの砲塔
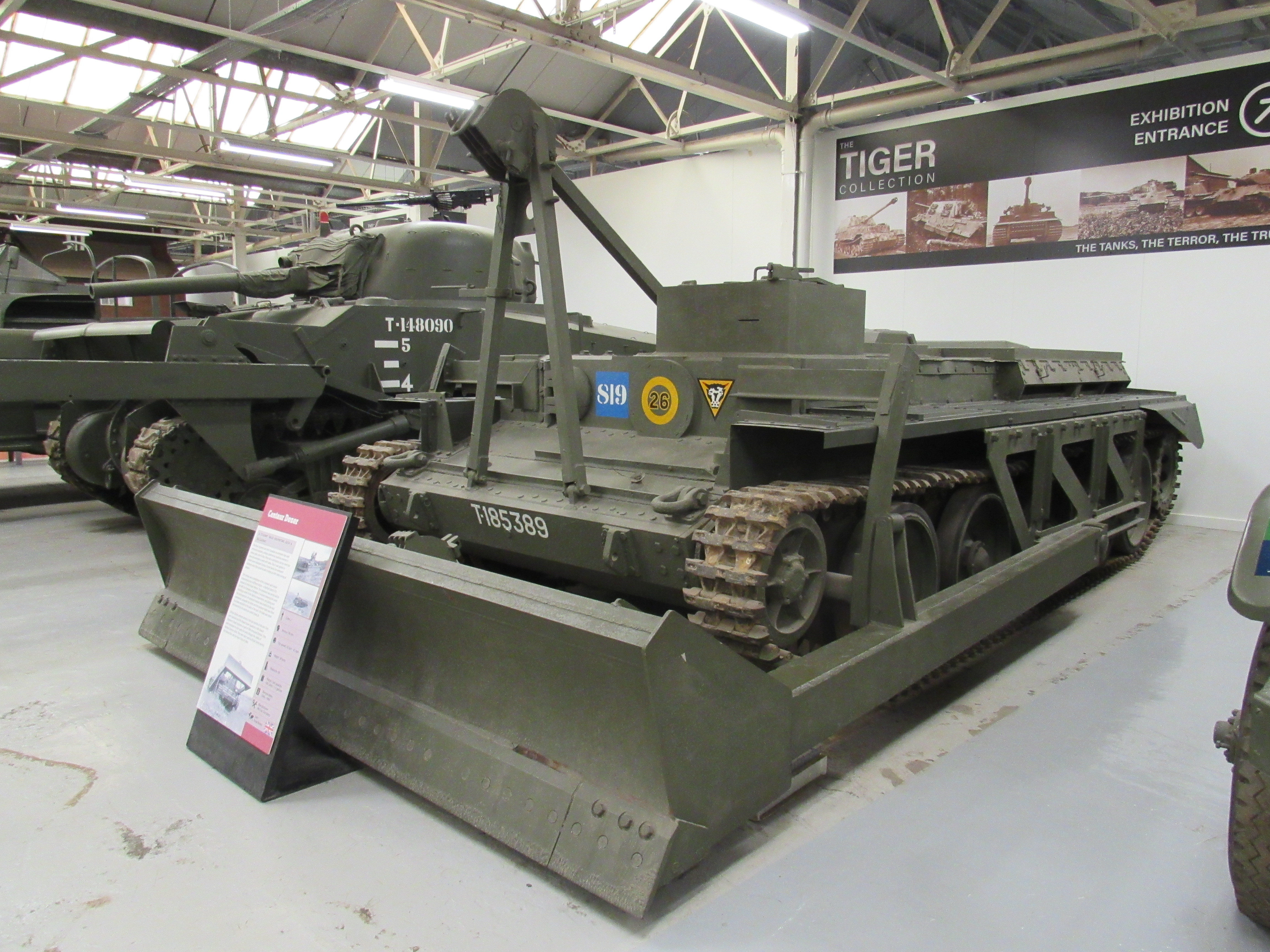
セントー・ドーザー